# كينيتشي شيموكاوا
كينيتشي شيموكاوا (下川 健一) (ولد 14 مايو 1970) هو لاعب كرة قدم ياباني سابق، شارك في كأس آسيا 1996.

## روابط خارجية
- كينيتشي شيموكاوا على موقع رابطة كرة القدم اليابانية للمحترفين (اليابانية)
- كينيتشي شيموكاوا على موقع قاعدة بيانات كرة القدم.إي يو (الإنجليزية)
- كينيتشي شيموكاوا على موقع ناشيونال فوتبول تيمز (الإنجليزية)
- كينيتشي شيموكاوا على موقع عالم كرة القدم.نت (الإنجليزية)

1. ↑  "معلومات عن كينيتشي شيموكاوا على موقع data.j-league.or.jp". data.j-league.or.jp. مؤرشف من الأصل في 2018-08-23.
2. ↑  "معلومات عن كينيتشي شيموكاوا على موقع national-football-teams.com". national-football-teams.com. مؤرشف من الأصل في 2020-03-14.

كينيتشي شيموكاوا على فرق كرة القدم الوطنية.كوم